# فرودگاه آقتائو
فرودگاه بین المللی  آقتائو (به انگلیسی: Aktau Airport) یک فرودگاه همگانی با کد یاتا SCO است که یک باند فرود آسفالت دارد و طول باند آن ۲۱۷۴ متر است. این فرودگاه در شهر آقتائو، قزاقستان کشور قزاقستان قرار دارد و در ارتفاع ۲۲ متری از سطح دریا واقع شده‌است.

## شرکت‌های هواپیمایی و مقصدهای پروازی

### مسافری
| شرکت‌های هواپیمایی      | مقصدهای پروازی |
| ---------------------- | --- |
| آئروفلوت               | فرودگاه بین‌المللی شرمتیوو |
| ایر آستانه             | فرودگاه بین‌المللی آلماتی، فرودگاه بین‌المللی نورسلطان نظربایف، فرودگاه هیترو لندن |
| آذربایجان ایرلاینز     | فرودگاه بین‌المللی حیدر علی‌اف (بازگشایی از ۲۹ اکتبر ۲۰۲۳) |
| بوتا ایرویز            | فرودگاه بین‌المللی حیدر علی‌اف (پایان از ۲۸ اکتبر ۲۰۲۳) |
| FlyArystan             | فرودگاه آقتوبه، فرودگاه بین‌المللی آلماتی، فرودگاه بین‌المللی نورسلطان نظربایف، فرودگاه آتیرائو، فرودگاه بین‌المللی حیدر علی‌اف، فرودگاه استانبول، فرودگاه سری‌ارکا، فرودگاه بین‌المللی کوتائیسی، فرودگاه اورال آک ژول، فرودگاه بین‌المللی چیمکند، فرودگاه بین‌المللی زوارتنوتس فصلی: فرودگاه آنتالیا، فرودگاه شاهزاده محمد بن عبدالعزیز |
| هواپیمایی ایران ایرتور | فصلی: فرودگاه بین‌المللی امام خمینی |
| هواپیمایی کیش          | فرودگاه گرگان |
| قزاق ایر               | فرودگاه آتیرائو |
| رد وینگز ایرلاینز      | فرودگاه رامنسکویه، فرودگاه کولتسوو |
| روسیه ایرلاینز         | فرودگاه بین‌المللی سوچی |
| اسکات ایرلاینز         | فرودگاه آقتوبه، فرودگاه بین‌المللی آلماتی، فرودگاه بین‌المللی نورسلطان نظربایف، فرودگاه آستراخان، فرودگاه آتیرائو، فرودگاه بین‌المللی حیدر علی‌اف، فرودگاه استانبول، فرودگاه کوکشتائو، فرودگاه پاشکوفسکی، فرودگاه اویتاش، فرودگاه مینرالنیه وودی، فرودگاه بین‌المللی ونوکووا، فرودگاه نوکوس، فرودگاه اورال آک ژول، فرودگاه بین‌المللی راس الخیمه، فرودگاه پالکوو، فرودگاه بین‌المللی چیمکند، فرودگاه بین‌المللی تفلیس، فرودگاه بین‌المللی حضرت سلطان، فرودگاه گرگانج، فرودگاه بین‌المللی زوارتنوتس فصلی: فرودگاه بین‌المللی باتومی |
| ساندی ایرلاینز         | چارتر فصلی: فرودگاه آنتالیا، فرودگاه بین‌المللی شرم‌الشیخ |
| ترکیش ایرلاینز         | فرودگاه استانبول |
| ازبکستان ایرویز        | فرودگاه نوکوس، فرودگاه گرگانج |

### باری
| شرکت‌های هواپیمایی | مقصدهای پروازی      |
| ----------------- | ------------------- |
| کوین ایرویز       | تفلیس               |
| سیلک وی ایرلاینز  | آتیرائو، حیدر علی‌اف |